# Johanna Monschein
Johanna Monschein (* 16. Dezember 1907 in Wien; † 14. Mai 1997 ebenda) war eine österreichische Diplomatin und Kinderbuchforscherin.

## Leben
Johanna Monschein promovierte im Jahr 1932 nach dem Studium an der Universität Wien zum Dr. jur. Sie stand ab 1952 im österreichischen diplomatischen Dienst, ab 1959 als erste außerordentliche und bevollmächtigte Botschafterin. Von 1965 bis 1968 fungierte sie als Botschafterin in Brüssel. Im Jahr 1973 wurde sie pensioniert. Monschein sammelte Kinderbücher. Nach ihrer Pensionierung widmete sie sich ihrer Erforschung. Sie konzipierte die im Jahr 1979 gezeigte große Ausstellung der Österreichischen Nationalbibliothek „Europäische Kinderbücher vom 15. bis zum 19. Jahrhundert“. Außerdem publizierte sie 1994 die Kinderbuchsammlung aus dem Besitz Kaiser Franz I. in dem Band „Kinder- und Jugendbücher der Aufklärung“. Monschein gilt als Begründerin der historischen Kinderbuchforschung in Österreich.

## Schriften (Auswahl)
- Kinder- und Jugendbücher der Aufklärung. Aus der Sammlung Kaiser Franz’ I. von Österreich in der Fideikommißbibliothek an der Österreichischen Nationalbibliothek. Salzburg, Wien 1994
- als Herausgeberin: Europäische Kinderbücher vom 15. bis zum 19. Jahrhundert. Ausstellung im Prunksaal der Österreichischen Nationalbibliothek, 17. Mai bis 14. September 1979 (Ausstellungskatalog). Österreichische Nationalbibliothek, Wien 1979.